# جيل أميليو
جيلبرت فرانك «جيل» أميليو (بالإنجليزية: Gil Amelio)‏ (ولد في 1 مارس 1943) مهندس أبحاث تكنولوجيا أمريكي ؛ كان يشغل منصب المدير التنفيذ لشركة ناشيونال سيميكونداكتور، انضم إلى مجلس إدارة شركة أبل عام 1994 واستمر فيه إلى أن شغل منصب المدير التنفيذي لشركة أبل بين عامي 1996 -1997 خلفاً لألماني مايكل سبيندلر ، ومهد الطريق لعودة ستيف جوبز لشركة بعد إحدى عشر سنه بعد طرده منها من قبل مديرها التنفيذي في ذلك الوقت جون سكالي ، بعد أبرام صفقة معه بشراء شركة نيكست بأكلها لصالح شركة أبل وتعين جوبر مستشاراً بدوام جزئ وكواجهة للشركة في المؤتمرات والمحافل التي تقيمها الشركة ليعود ستيف للشركة التي أسساها رسمياً في يناير عام 1997

## حياته في وقت مبكر
نشأ أميليو وترعرع في ميامي، فلوريدا، وتخرج من مدرسة ميامي الثانوية ؛ وحصل على درجة البكالوريوس، درجة الماجستير، والدكتوراه في الفيزياء من معهد جورجيا للتكنولوجيا .

## روابط خارجية
- جيل أميليو على موقع الموسوعة البريطانية (الإنجليزية)
- جيل أميليو على موقع مونزينجر (الألمانية)
- جيل أميليو على موقع إن إن دي بي (الإنجليزية)